# Chaco sanjuanina
Chaco sanjuanina là một loài nhện trong họ Nemesiidae.
Chaco sanjuanina được miêu tả năm 1995 bởi Goloboff.